# Десяткова система числення
Десяткова система числення — це позиційна система числення із основою 10, кожне число в якій записується за допомогою 10-ти символів, цифр — 0, 1, 2, 3, 4, 5, 6, 7, 8, 9. Запис числа формується за загальним принципом: на n-й позиції (справа наліво від 0) стоїть цифра, що відповідає кількості n-х степенів десяти в цьому числі.
Наприклад: 123456 = 1·105 + 2·104 + 3·103 + 4·102 + 5·101 + 6·100
Дробова частина числа формується за таким самим принципом, тільки позиція цифри в дробовій частині відраховується від коми зліва направо починаючи з 1 і береться зі знаком «-».
Наприклад: 123,456 = 1·102 + 2·101 + 3·100 + 4·10−1 + 5·10−2 + 6·10−3

## Походження

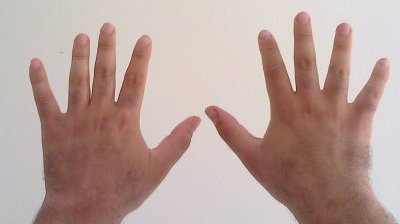
Дві руки мають десять пальців — ймовірна причина існування десяткового числення.

Серед систем числення багатьох стародавніх цивілізацій для подання чисел використовували число десять і його степені, ймовірно саме тому, що на руках людей є десять пальців, а люди починали рахувати за допомогою пальців. Прикладом таких є вірменська, брахмі, грецька, гебрайська, римська і китайська системи числення. У цих системах важко подати дуже великі числа, і лише найкращі математики могли ділити і множити великі числа. Ці труднощі повністю вирішено із появою індо-арабської системи числення для описання цілих чисел. Цю систему розширили до можливості задавати не тільки цілі числа, а й десяткові дроби.

## Визначення
Один десятковий розряд у десятковій системі числення іноді називають декадою. У цифровій електроніці одному десятковому розряду десяткової системи числення відповідає один десятковий тригер.
Ціле число x у десятковій системі числення подається у вигляді скінченної лінійної комбінації степенів числа 10:
{\displaystyle x=\pm \sum _{k=0}^{n-1}a_{k}10^{k}}, де {\displaystyle \ a_{k}} — це цілі числа, звані цифрами, що задовольняють нерівності {\displaystyle 0\leq a_{k}\leq 9.}
Зазвичай для ненульового числа x вимагають, щоб старша цифра {\displaystyle a_{n-1}} у десятковому поданні x була також ненульовою. Наприклад, число сто три подається в десятковій системі числення у вигляді:
{\displaystyle 103=1\cdot 10^{2}+0\cdot 10^{1}+3\cdot 10^{0}.}
За допомогою n позицій у десятковій системі числення можна записати цілі числа від 0 до {\displaystyle 10^{n}-1}, тобто, всього {\displaystyle 10^{n}}різних чисел.
Дробові числа записуються у вигляді рядка цифр з роздільником «десяткова кома», званого десятковим дробом:
{\displaystyle a_{n-1}a_{n-2}\dots a_{1}a_{0},a_{-1}a_{-2}\dots a_{-(m-1)}a_{-m}=\sum _{k=-m}^{n-1}a_{k}10^{k},}
де n — число розрядів цілої частини числа, m — число розрядів дробової частини числа.

## Десяткові дроби
Десяткові дроби це числа, подані десятковими цифрами, які є раціональними числами, що задаються у вигляді дробу, знаменником якого є степені десяти. Наприклад, числа {\displaystyle 0,8;14,89;0,00024} задають дроби 8/10, 1489/100, 24/100000. Тобто у загальному випадку, десяткове число із n цифрами після розділювача задає дріб із знаменником 10n, чисельником якого є ціле число, що отримується видаленням коми.

### Двійково-десяткове кодування
У двійкових комп'ютерах застосовують двійково-десяткове кодування десяткових цифр, при цьому для однієї двійкової-десяткової цифри відводиться чотири двійкових розряди (двійкова тетрада). Двійково-десяткові числа вимагають більшої кількості бітів для свого зберігання. Так, чотири двійкових розряди мають 16 станів, і при двійково-десятковому кодуванні 6 з 16 станів двійкової тетради не використовуються.

### Таблиця додавання в десятковій системі числення
| +  | 0  | 1  | 2  | 3  | 4  | 5  | 6  | 7  | 8  | 9  | 10 |
| -- | -- | -- | -- | -- | -- | -- | -- | -- | -- | -- | -- |
| 0  | 0  | 1  | 2  | 3  | 4  | 5  | 6  | 7  | 8  | 9  | 10 |
| 1  | 1  | 2  | 3  | 4  | 5  | 6  | 7  | 8  | 9  | 10 | 11 |
| 2  | 2  | 3  | 4  | 5  | 6  | 7  | 8  | 9  | 10 | 11 | 12 |
| 3  | 3  | 4  | 5  | 6  | 7  | 8  | 9  | 10 | 11 | 12 | 13 |
| 4  | 4  | 5  | 6  | 7  | 8  | 9  | 10 | 11 | 12 | 13 | 14 |
| 5  | 5  | 6  | 7  | 8  | 9  | 10 | 11 | 12 | 13 | 14 | 15 |
| 6  | 6  | 7  | 8  | 9  | 10 | 11 | 12 | 13 | 14 | 15 | 16 |
| 7  | 7  | 8  | 9  | 10 | 11 | 12 | 13 | 14 | 15 | 16 | 17 |
| 8  | 8  | 9  | 10 | 11 | 12 | 13 | 14 | 15 | 16 | 17 | 18 |
| 9  | 9  | 10 | 11 | 12 | 13 | 14 | 15 | 16 | 17 | 18 | 19 |
| 10 | 10 | 11 | 12 | 13 | 14 | 15 | 16 | 17 | 18 | 19 | 20 |

### Таблиця множення в десятковій системі
| ×  | 0 | 1  | 2  | 3  | 4  | 5  | 6  | 7  | 8  | 9  | 10  |
| -- | - | -- | -- | -- | -- | -- | -- | -- | -- | -- | --- |
| 0  | 0 | 0  | 0  | 0  | 0  | 0  | 0  | 0  | 0  | 0  | 0   |
| 1  | 0 | 1  | 2  | 3  | 4  | 5  | 6  | 7  | 8  | 9  | 10  |
| 2  | 0 | 2  | 4  | 6  | 8  | 10 | 12 | 14 | 16 | 18 | 20  |
| 3  | 0 | 3  | 6  | 9  | 12 | 15 | 18 | 21 | 24 | 27 | 30  |
| 4  | 0 | 4  | 8  | 12 | 16 | 20 | 24 | 28 | 32 | 36 | 40  |
| 5  | 0 | 5  | 10 | 15 | 20 | 25 | 30 | 35 | 40 | 45 | 50  |
| 6  | 0 | 6  | 12 | 18 | 24 | 30 | 36 | 42 | 48 | 54 | 60  |
| 7  | 0 | 7  | 14 | 21 | 28 | 35 | 42 | 49 | 56 | 63 | 70  |
| 8  | 0 | 8  | 16 | 24 | 32 | 40 | 48 | 56 | 64 | 72 | 80  |
| 9  | 0 | 9  | 18 | 27 | 36 | 45 | 54 | 63 | 72 | 81 | 90  |
| 10 | 0 | 10 | 20 | 30 | 40 | 50 | 60 | 70 | 80 | 90 | 100 |

## Історія
Десяткова непозиційна система числення з одиничним кодуванням десяткових цифр (від 1 до 1 000 000) виникла в другій половині III тисячоліття до н. е. в Стародавньому Єгипті (єгипетська система числення).
В іншій великій цивілізації — вавилонській з її шістдесятковою системою — за дві тисячі років до н. е. всередині шістдесяткових розрядів використовувалася позиційна десяткова система числення з одиничним кодуванням десяткових цифр. Єгипетська десяткова система вплинула на аналогічну систему в перших європейських системах письма, таких як критські ієрогліфи, лінійне письмо А і лінійне письмо Б.
Найдавніший відомий запис позиційної десяткової системи виявлено в Індії в 595 р. Нуль тоді застосовували не тільки в Індії, але й у Китаї. У цих старовинних системах для запису однакового числа використовувалися символи, поруч з якими додатково позначали, в якому розряді вони стоять. Потім перестали позначати розряди, але число все одно можна було прочитати, оскільки у кожного розряду є своя позиція. А якщо позиція порожня, її потрібно позначити нулем. У пізніх вавилонських текстах такий знак став з'являтися, але в кінці числа його не ставили. Лише в Індії нуль остаточно зайняв своє місце, цей запис поширився потім по всьому світу.
Індійська система числення прийшла спочатку в арабські країни, потім і в Західну Європу. Про неї розповів середньоазійський математик Аль-Хорезмі. Прості й зручні правила додавання і віднімання чисел, записаних у позиційній системі, зробили його особливо популярним. А оскільки праця Аль-Хорезмі написана арабською, то за індійською нумерацією в Європі закріпилося неправильна назва — «арабська» (арабські цифри).